# Autograph Records
Autograph Records was een klein Amerikaans platenlabel uit de jaren twintig van de twintigste eeuw, gevestigd in Chicago. Het label was eigendom van Marsh Laboratories Incorporated van de technicus Orlando R. Marsh, een man die experimenteerde en de eerste was die opnames maakte met elektrische microfoons. Ook was hij de uitvinder van een apparaat waarmee hij rond 1923 orgelmuziek kon opnemen, iets wat voorheen onmogelijk werd geacht. De meest succesvolle opnames die Autograph Records op plaat uitbracht waren dan ook orgelplaten, solo's van de organist Jesse Crawford. Op het label kwam echter ook jazz uit van musici uit Chicago, zoals platen met duetten van King Oliver en Jelly Roll Morton. Verder verschenen er novelty-platen op. De laatste Autograph-opnames verschenen rond 1926. Daarna maakte Marsh nog wel opnames, maar deze verschenen op andere labels. Marsh Laboratories heeft ook enige tijd platen opgenomen van het komische duo Amos 'n' Andy, die werden gedistribueerd naar allerlei radiostations.